# Acneus quadrimaculatus
Acneus quadrimaculatus là một loài bọ cánh cứng trong họ Psephenidae. Loài này được Horn miêu tả khoa học đầu tiên năm 1880.